# Frankfurts zoo
Frankfurts zoo (tyska Zoo Frankfurt eller Zoologischer Garten Frankfurt) är en djurpark ligger i Frankfurt am Mains stadsdel Ostend. Både tunnelbanan (U-Bahn) och spårvägen finns vid entrén.

## Historik
Frankfurts zoo öppnades 1858 och är Tysklands näst äldsta djurpark. Tidigare chefer för djurparken var bland annat Kurt Priemel och Bernhard Grzimek.